# Ramsey Nouah
Ramsey Nouah Tokunbo (Owo, 16 luglio 1973) è un attore nigeriano.
Nel 2010 ha vinto l'African Movie Academy Award per migliore attore protagonista.

## Primi anni
Nouah nasce in Edo, Nigeria da padre israeliano e madre yoruba che viene da Owo, Ondo. È cresciuto a Surulere, Lagos, e ha frequentato l'Atara Primary School e Community Grammar School in Lagos prima di dirigersi nell'Università di Lagos dove si è laureato in comunicazione di massa.

## Carriera
La carriera di Nouah ha dato il via quando ha recitato nella soap opera della televisione nigeriana Fortunes, da allora Nouah è apparso in molti film interpretando i ruoli principali. È anche chiamato il Lover-boy, per i suoi ruoli nei film romantici. È considerato anche come uno degli attori più richiesti in Nigeria.

## Vita privata
È sposato e ha due figli.

## Filmografia parziale
- Above death: In God We Trust
- The Figurine
- My Love
- Gbomo Gbomo Express
- 76 (2016)